# Elijah Shaw
Elijah W. „Lige“ Shaw (auch Lyge oder Lije Shaw, * 9. September 1900 in Jackson (Tennessee); † 1982 in St. Louis) war ein US-amerikanischer Jazzmusiker (Schlagzeug), der jahrzehntelang in der Musikszene von St. Louis aktiv war.

## Leben und wirken
Shaw trat schon im Kindesalter als Tänzer in Amateurshows auf, bevor er autodidaktisch begann, Schlagzeug zu spielen. 1911 kam er nach Memphis, wo er dann in einem Dentallabor arbeitete; 1917 zog er mit einer Minstrel Show nach St. Louis. 1918 wurde er Mitglied der Alabama Minstrels und ging in den folgenden Jahren auf zahlreiche Tourneen. Ab 1918 engagierte er sich in der örtlichen Musikergewerkschaft (Black Musicians Union), deren Vize-Vorsitzender er 1921 wurde. Ab 1922 spielte er vorwiegend in St. Louis, u. a. 1924–29 als Hausmusiker in einem örtlichen Theater, In dieser Zeit arbeitete er als Schlagzeuger und auch als Organist (Nickelodeon) in Stummfilmkinos. In den 1920er-Jahren tourte er meist mit Vaudeville-Shows, wie Wilson Robinson’s Bostonians; 1928 spielte er mit Fate Marable, mit dem Trompeter Walter „Crack“ Stanley (1932) und 1933/34 mit Charlie Creath. In den Jahren um 1940 arbeitete er bei Eddie Johnson im Showboat.
Im Verlauf der 1940er-Jahre arbeitete Shaw weniger als aktiver Musiker; in dieser Zeit war er Vorsitzender der Musikergewerkschaft und arbeitete außerdem als Klavierstimmer. 1950 wirkte er an der Gründung des St. Louis Jazz Club und der Band Singleton Palmer Dixieland 6 mit, mit der auch Plattenaufnahmen entstanden. Mit Palmer spielte Shaw noch bis 1963 im Gaslight Square von St. Louis, dann noch bis in die 1970er-Jahre. Er unterrichtete die Schlagzeuger Charles Bobo Shaw, Kenny Rice und Wilbert Kirk. Im Bereich des Jazz war er zwischen 1950 und 1961 an drei Aufnahmesessions beteiligt. Neben dem Jazz spielte Shaw mit dem Gateway Arch Professional Symphony und dem Maplewood/Richmond Heights Symphony. Er wurde mit der St. Louis Jazz Honor Roll geehrt.
Elijah Shaw ist nicht mit dem gleichnamigen amerikanischen Alternative-Rock-Produzenten und Toningenieur zu verwechseln.